# Бруксайд (Колорадо)
Бруксайд (англ. Brookside) — місто (англ. town) в США, в окрузі Фремонт штату Колорадо. Населення — 236 осіб (2020).

## Географія
Бруксайд розташований за координатами 38°24′49″ пн. ш. 105°11′28″ зх. д. / 38.41361° пн. ш. 105.19111° зх. д. (38.413543, -105.191059).  За даними Бюро перепису населення США в 2010 році місто мало площу 1,20 км², уся площа — суходіл.

## Демографія
Згідно з переписом 2010 року, у місті мешкали 233 особи в 95 домогосподарствах у складі 70 родин. Густота населення становила 193 особи/км².  Було 100 помешкань (83/км²).
Расовий склад населення:
| - 96,1 % — білих - 0,4 % — корінних американців |

До двох чи більше рас належало 2,6 %. Частка іспаномовних становила 8,2 % від усіх жителів.
За віковим діапазоном населення розподілялося таким чином: 20,2 % — особи молодші 18 років, 64,8 % — особи у віці 18—64 років, 15,0 % — особи у віці 65 років та старші. Медіана віку мешканця становила 45,8 року. На 100 осіб жіночої статі у місті припадало 102,6 чоловіків;  на 100 жінок у віці від 18 років та старших — 104,4 чоловіків також старших 18 років.
Середній дохід на одне домашнє господарство  становив 62 611 долар США (медіана — 47 679), а середній дохід на одну сім'ю — 64 819 доларів (медіана — 48 571). Медіана доходів становила 41 250 доларів для чоловіків та 35 625 доларів для жінок. За межею бідності перебувало 9,0 % осіб, у тому числі 7,1 % дітей у віці до 18 років та 3,0 % осіб у віці 65 років та старших.
Цивільне працевлаштоване населення становило 107 осіб. Основні галузі зайнятості: освіта, охорона здоров'я та соціальна допомога — 34,6 %, будівництво — 14,0 %, публічна адміністрація — 9,3 %, мистецтво, розваги та відпочинок — 9,3 %.